# Партноменклатура
Партійна номенклатура, скор. партноменклатура — у вузькому формально-правовому значенні — назва керівних посад у політичній партії (зазвичай передусім мається на увазі комуністичній партії), адміністрації, економіці та суспільстві. У більш поширеному, соціально-політичному тлумаченні та вживанні — привілейована правляча верства, еліта або «політичний клас», відносно закрита соціальна каста «соціалістичного» суспільства — у країнах, що еволюційно перебувають у перехідному етапі від традиційного до індустріального суспільства, коли відсутнє громадянське суспільство та нерозвинена політична традиція та культура.
У науковий обіг термін «партноменклатура» ввів відомий югославській політичний діяч, письменник та дисидент Мілован Джилас (1911—1995). У політичній лексиці в СРСР та країнах соціалізму в ХХ столітті часто вживалося поняття «номенклатура».

## Етимологія
Поняття радянської номенклатури має два значення: у вузькому сенсі — це «звільнені» працівники комітетів партії і в широкому — усі відповідальні працівники, призначення на посаду яких гласно або негласно вироблялося секретаріатами правлячої партії (зокрема голови колгоспів, ректори інститутів, редактори газет, аж до вищої ієрархії релігійних організацій). Найчастіше допускалося навіть формальне голосування при виборі на посаду, але установка на потрібного кандидата виходила з партії. Друге (широке) значення і дало основу поняття «номенклатури» — тобто переліку осіб, що підлягають призначенням.

## Чисельність номенклатури
До номенклатури належав порівняно невеликий клас населення Радянського Союзу і країн Східного блоку, який обіймав різні адміністративні посади в усіх сферах діяльності в цих країнах: уряд, промисловість, сільське господарство, освіта і т. д. Зазвичай, вони були членами комуністичної партії, але є і винятки, наприклад Патріарх Московський і всієї Русі, який належав до номенклатури Секретаріату ЦК КПРС.
Кількість чиновників у радянській Росії спочатку було невелике — 300 тис. радслужбовців при Леніні. При Сталіні їхнє число досягло 1,837 млн.
Михайло Восленський в роботі «Номенклатура» оцінював кількість номенклатури у 1959 році на рівні близько трьох мільйонів чоловік (як самі члени номенклатури, так і їхні родини).

## Історія виникнення
Після Жовтневого перевороту відбулися серйозні зміни в державному апараті країни. Старе чиновництво було розігнано, бо згідно з комуністичною ідеологією, старий апарат придушення трудящих повинен був зникнути, і на його місце мала прийти нова пролетарська держава. У роботі «Чи втримають більшовики державну владу?» (1917) Ленін таким чином визначав основні завдання нового апарату:

Найголовніше тепер — розпрощатися з тим буржуазним забобоном інтелігентським, ніби керувати державою можуть тільки особливі чиновники, цілком залежні від капіталу по всьому своєму суспільному становищу.
Найголовніше — покласти край такому стану речей, коли управляти намагаються по-старому буржуа, чиновники і «соціалістичні» міністри, але керувати не можуть, і після семи місяців отримують в селянській країні селянське повстання!!
Найголовніше — вселити пригніченим, і працівникам довіру в свої сили, показати їм на практиці, що вони можуть і повинні взятися самі за правильний, суворо впорядкований, організований розподіл хліба, з всякої їжі, молока, одягу, квартир і т. д. в інтересах бідноти.

Однак у цій же роботі він відзначає:

Ми не утопісти. Ми знаємо, що будь-який чорнороб і будь-яка куховарка не здатні зараз же вступити в управління державою. В цьому ми згодні і з кадетами, і з Брешковською, і з Церетелі.

Новий бюрократичний апарат спочатку формувався з представників професійних революціонерів (так званої «ленінської гвардії») із залученням робочого класу, а також окремих «буржуазних» фахівців, необхідних для управління галузями економіки. Вони були першими представниками класу радянських бюрократів, т. з. «номенклатури».
Проте Ленін визнавав, що багато в чому дореволюційний держапарат, який, згідно з марксистським положенням (озвученим Леніном у роботі «Держава і революція»), необхідно «розбити і знищити» зберігся в недоторканності. У роботі «Як нам реорганізувати Робсільінспекції» Ленін писав:

Наш держапарат, за винятком Наркомзакордонсправ, найбільшою мірою являє собою пережиток старого, в найменшій мірі підданого бодай якимось серйозним змінам. Він тільки трішечки згори підфарбований, а в інших відношеннях є самим типовим найстарішим з нашого старого держапарату … Я передбачаю одне заперечення, що виходить або прямо, або побічно з тих сфер, які роблять наш апарат старим, тобто від прихильників збереження нашого апарату в тому ж до неможливості, до непристойності дореволюційному вигляді, в якому він залишився і дотепер.

З приходом до влади Сталіна представники старої гвардії революціонерів-більшовиків були поступово витіснені і замінені новими людьми, відданими новому керівництву. Звертає на себе увагу низький освітній рівень нових управлінців. Так, у складі першого РНК лише Ленін і Луначарський мали закінчену вищу освіту, причому перший — заочно. І надалі серед осіб, які займали вищі посади в уряді СРСР, практично не було професіоналів. Типовий приклад — голова Держплану СРСР Куйбишев, котрий не провчився в університеті й одного року, причому на медичному факультеті, не кажучи вже про кравця Кагановича, слюсаря Ворошилова та інших. Не дивно, що рішення таких спеціалістів відрізнялися наївністю, яка межувала з абсурдом. Поступово формувався і вдосконалювався новий механізм відбору управлінських кадрів. Була введена так звана номенклатура посад в державному і партійному апараті, кандидати на які затверджувалися партійними комітетами відповідних рівнів.
Сталін визначав вимоги до номенклатури такими словами: «Люди, які вміють здійснювати директиви, що можуть зрозуміти директиви, що можуть прийняти директиви, як свої рідні, і вміють проводити їх в життя». Також відома його фраза, що стала крилатою: «Кадри вирішують все. Ці кадри можуть бути зміщені лише за допомогою громадянської війни».[джерело?] Підбір та фільтрація кадрів приймала форму чисток, які досягли свого піку в 1937 році. Таким чином влада перейшла до обмеженого кола осіб, які втратили свою первісний зв'язок з робітничим класом і стали особливою «кастою». Багато дослідників стверджують, що хоча формально встановлений у країні лад називався соціалізмом і декларувалося, що власність належить трудящим, насправді номенклатура являла собою особливий клас, який отримав так звану народну власність у своє повне розпорядження.

Вдивімося в риси радянської людини — звичайно, того, який будує життя, а не зім'ятий під ногами, на дні колгоспів і фабрик, в межі концтаборів. Він дуже міцний, фізично і душевно, дуже цілісний і простий, цінує практичний досвід і знання. Він відданий влади, яка підняла його з грязі і зробила відповідальним господарем над життям співгромадян. Він дуже честолюбний і досить черствий до страждань ближнього — необхідна умова радянської кар'єри. Але він готовий заморити себе за роботою, і його вище честолюбство — віддати своє життя за колектив: партію або батьківщину, залежно від часу. Не дізнаємося ми у всьому цьому служивої людини XVI століття? (Не XVII, коли вже починається декаданс). Напрошуються й інші історичні аналогії: служака часів Миколи I, але без гуманності християнського та європейського виховання; сподвижнік Петра, але без фанатичного західництва, без національного самозречення. Він ближче до московина своєю гордою національною свідомістю, його країна єдино православна, єдино соціалістична — перша у світі: третій Рим. Він з презирством дивиться на решту, тобто західний світ, і не боїться його, не любить і боїться його. І, як у давнину, душа його відкрита Сходу. Численні «орди», вперше долучаються до цивілізації, вливаються в ряди російського культурного шару, вдруге піддаючи його орієнтиалізації.

Радянська номенклатура ґрунтувалася передусім на партійних структурах, які фактично керували країною. Підбір кадрів до Рад усіх рівнів також проводився партійними органами, оскільки саме вони призначали єдину кандидатуру на кожне депутатське місце, яка потім виставлялася на голосування. Вищий щабель в номенклатурі займала номенклатура ЦК, яка в 1980 році складалася приблизно з 22.5 тис. працівників. Партійну номенклатуру доповнювала номенклатура господарська. Підбір кадрів номенклатурних проводився за особистим знайомством, причому основну роль відігравало те, що це були люди вірні тому чи іншому керівникові. Компетентність кадрів при цьому не грала визначальної ролі. Часто, якщо той чи інший керівник не міг впоратись з займаною ним посадою, його переводили на іншу керівну роботу. Таким чином, опинившись у номенклатурній касті, людина часто гарантувала собі довічне в ній перебування, однак потрапити до касти було складно.
Вельми показові в характеристиці ступеня могутності бюрократичного апарату зауваження Л. Д. Кучми, колишнього президента України:

«До 1980-х років радянська економіка прийшла закритою, тіньовою і гранично бюрократизованою — і тоді ж значна частина власності, яка продовжувала називатися державною, по суті, перестала бути такою: багато хто з тих, хто сидів у партійних кабінетах і мав доступ до управління і господарювання, зробили все, щоб стати власниками — нехай не юридичними, але реальними, того, чим вони розпоряджалися. Пізніше радянська держава вже не могла керувати всією своєю власністю»

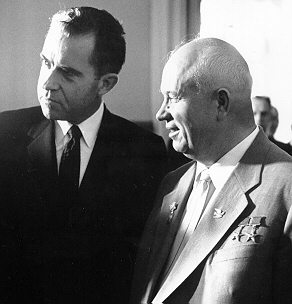
Хрущов (праворуч) визволив країну від сталінізму, але сам був в кінцевому підсумку зміщений номенклатурою

В епоху сталінізму в значної частини населення виробилося напіврелігійне[джерело?] ставлення до особистості Сталіна, політиці партії підпорядковувалися сліпо.[джерело?] Репресії сприяли тому, що люди боялися висловити найменшу незгоду з офіційною ідеологією. Це створювало сприятливі умови для існування бюрократичного апарату як касти, неконтрольованою основною масою населення. Відчуження номенклатури від народу супроводжувалося зростанням пасивності населення, згасанням паростків низового самоврядування, падінням інтересу до офіційної ідеології. Лібералізація (або «відлига») під час правління Хрущова не справила істотних змін в існуючу номенклатурну систему, а після того, як лібералізація провалилася, пасивність населення і цинічне ставлення до ідеології особливо зросли.
Захід сонця Радянської структури державної влади також супроводжувався старінням вищих шарів керівництва. Якщо на початку радянського періоду більшовицьке керівництво було відносно молодим, то брежнєвське Політбюро ЦК КПРС складалося з людей похилого і пенсійного віку. Це було пов'язано з тим, що кадри добиралися за принципом особистого знайомства і сімейності, а друзі молодості (наприклад, Брежнєв і Черненко) старіли.
На тлі цього старіння в верхах, більш молоді представники нижчих ланок бюрократичної структури, позбавлені можливостей кар'єрного просування, бажали змін. На думку деяких учених, це багато в чому стало поштовхом до початку перебудови.

## Привілейоване становище партійно-державної номенклатури
Партійно-державна номенклатура в СРСР — це привілейована правляча верства. До номенклатурного списку входили тільки члени КПРС. Правила клановості, родинних зв'язків, знайомств, телефонне право були важливими при підборі кадрів. Віддати під суд члена цієї касти могли тільки тоді, коли він «зрадив» своїх чи скоїв тяжкий злочин. Привілеї та пільги як певна система почали формуватися з перших років перебування більшовиків при владі. Інформація про привілеї не розголошувалася, оскільки могла викликати невдоволення населення.
Комуністична пропаганда постійно наголошувала, що радянське суспільство побудоване на засадах рівності та справедливості. Однак насправді партійно-державна номенклатура в СРСР порівняно з іншими верствами населення перебувала в привілейованому становищі, тобто мала переваги перед іншими, користувалася узаконеними чи незаконними прихованими пільгами, які давала належність до стану чиновництва. Вони були органічно пов'язані з тоталітарним характером влади, її закритістю. Привілеї та пільги вважалися своєрідною формою заохочення до праці, утримання в номенклатурній «обоймі», спонукання та стимулу до вірної служби владі, відданості керівництву.
Привілеї та пільги стосувалися передусім перших життєвих потреб. Належність до партійно-державної номенклатури відкривала шлях до успішного вирішення житлової проблеми. Партійні керівники в столицях, областях і районах отримували квартири в будинках поліпшеного планування, що розташовувалися в найкращих мікрорайонах міста. Вони також мали доступ до кращого харчування, недоступного для основної маси громадян. Партійно-державна номенклатура мала привілеї у сфері медичного обслуговування (спецлікарні) та відпочинку (курорти). Найкращі автомобілі, меблі, одяг, взуття, книжки, навчання дітей у престижних навчальних закладах — це неповний перелік товарів і послуг, якими користувалася партійно-державна номенклатура.
Представники номенклатури передусім могли придбати високоякісні товари закордонного виробництва, поїхати в закордонні відрядження, проводити відпустки в найкращих будинках відпочинку та санаторіях. У системі партійно-державної номенклатури діяло неписане правило: чиновника, якого звільнили з керівної посади, партійне керівництво призначало зазвичай на іншу номенклатурну посаду. Народ не мав можливості впливати на поведінку представників номенклатури, які були фактично поза критикою. Окремі публікації в пресі про порушення ними партійної дисципліни не впливали на статус і життя цього привілейованого стану.
Найвище партійно-державне керівництво та місцеві чиновники мали різний доступ до благ. Для вищої номенклатури діяли спеціальні медичні заклади та санаторії, радгоспи, окремі підприємства, де виробляли екологічно чисту продукцію, закриті магазини зі зниженими цінами.
До привілеїв належали також персональні пенсії, які враховували не тільки трудовий, а й партійний стаж і революційні заслуги. Порядок їх призначення та розміри визначалися положенням, затвердженим постановою Ради міністрів СРСР у липні 1956 р. Наприкінці 1977 р. воно було затверджене в новій редакції. Особам, які мали особливі заслуги перед радянською державою в галузі революційної, державної, господарської діяльності або видатні заслуги в галузі культури, науки, техніки та спорту, установлювалися персональні пенсії. Для осіб, які мали статус персональних пенсіонерів, були встановлені додаткові пільги. Зокрема, вони користувалися правом на додаткове житло, а житлова площа, яку вони займали, оплачувалася в розмірі 50 % квартирної плати, установленої для робітників і службовців. їм також надавалася знижка в розмірі 50 % установленої оплати за користування опаленням, водою, каналізацією, газом і електроенергією.
Персональні пенсіонери та члени їхніх сімей, які знаходилися на утриманні, мали переважне право на спеціалізовану медичну допомогу й безплатне протезування всіх видів (за винятком протезів із дорогоцінних металів). Ліки їм відпускалися за ціною, що становила 20 % їх вартості. Тим, хто мав партійний стаж 50 років і більше, виплачувалися додаткові кошти в розмірі двомісячної пенсії, а особам, які мали партійний стаж 30-50 років, — у розмірі півмісячної пенсії.
Після розгортання політики гласності в суспільстві розпочалося обговорення проблеми привілеїв. Першим кроком до визнання існування привілеїв і обговорення цієї ситуації був XXVII з'їзд КПРС (1986). Одним із перших порушив цю проблему Б. Єльцин, який заявив, що принцип соціальної справедливості вимагає, щоб необґрунтовані привілеї, які отримували керівники на всіх рівнях, були відмінені. На XIX Всесоюзній партійній конференції знову прозвучали заклики до перегляду привілеїв партійно-державної номенклатури. Дискусія щодо привілеїв була продовжена на з'їзді народних депутатів СРСР, який відбувся у травні-червні 1989 р. Депутати створили спеціальну комісію Верховної Ради СРСР для перегляду привілеїв, що ними користувалися певні категорії населення. Депутати-реформатори дійшли висновку, що саме зрівнялівка в оплаті праці номенклатури, невисока заробітна плата породжували привілеї, бо необхідно було якось підтримувати тих, хто виконував важливе державне завдання. Вони вважали, що проблему можна вирішити економічним шляхом, через підвищення заробітної плати радянським чиновникам.
Відповідно до рішення ЦК КПРС, від 1 жовтня 1989 р. заробітна плата партійних чиновників значно зросла. У цьому вбачали спосіб збереження привабливості партійної роботи. Комісія, яку очолював Є. Примаков, рекомендувала ліквідувати Четверте управління Міністерства охорони здоров'я, що обслуговувало верхівку партійного та державного апарату. Рада міністрів СРСР ухвалила постанову про його ліквідацію в жовтні 1989 р.

## Сучасні визначення
|  | Номенклатура - це правляча верхівка, яка має монополією на політичну владу, і через неї контролює і економіку, і культуру, і освіту, і соціальне життя, в якому конституційне поділ функцій замінено поділом ролей. Службовці юстиції діляться на суддів, прокурорів і адвокатів на довірі. Причому, завдання суддів - редагування грубих процесуальних і граматичних помилок звинувачення, а завдання адвокатів - нейтралізація будь-яких ефективних способів захисту обвинуваченого і схиляння його до визнання провини. Чиновники відомств і депутати - це службовці держадміністрації. Причому, завдання депутатів - редагування грубих смислових і граматичних помилок у відомчих законопроектах ... Правлячий шар перетворюється в номенклатуру через певний період неподільного перебування при владі. Механізм його функціонування - це політична корупція, при якій благоотримувачем є весь шар номенклатури або його відомчий чи локальний сегмент. |